# Закон Дюверже
Закон Дюверже — один из принципов в политологии, согласно которому использование мажоритарной избирательной системы на выборах по одномандатным округам, как правило, ведёт к установлению двухпартийной системы, в то время как пропорциональная избирательная система способствует многопартийности. Эту тенденцию обнаружил Морис Дюверже, французский социолог и политолог, который описал этот эффект в ряде статей, опубликованных в 1950-х и 1960-х годах.

## Суть закона
Система мажоритарного представительства ведёт к тому, что шансы новых мелких партий попасть в парламент весьма незначительны. Как правило, в парламенте оказываются с одной стороны представители какой-либо традиционной народной партии, часто социал-демократического направления, а с другой — либерально-консервативной партии. Типичными примерами являются двухпартийные системы США, Мальты и тому подобные.

## Контрпримеры
Существует значительное число контрпримеров, особенно в странах, где имеется тот или иной вариант Вестминстерской системы управления, когда, несмотря на все предпосылки, образования двухпартийной системы не произошло:

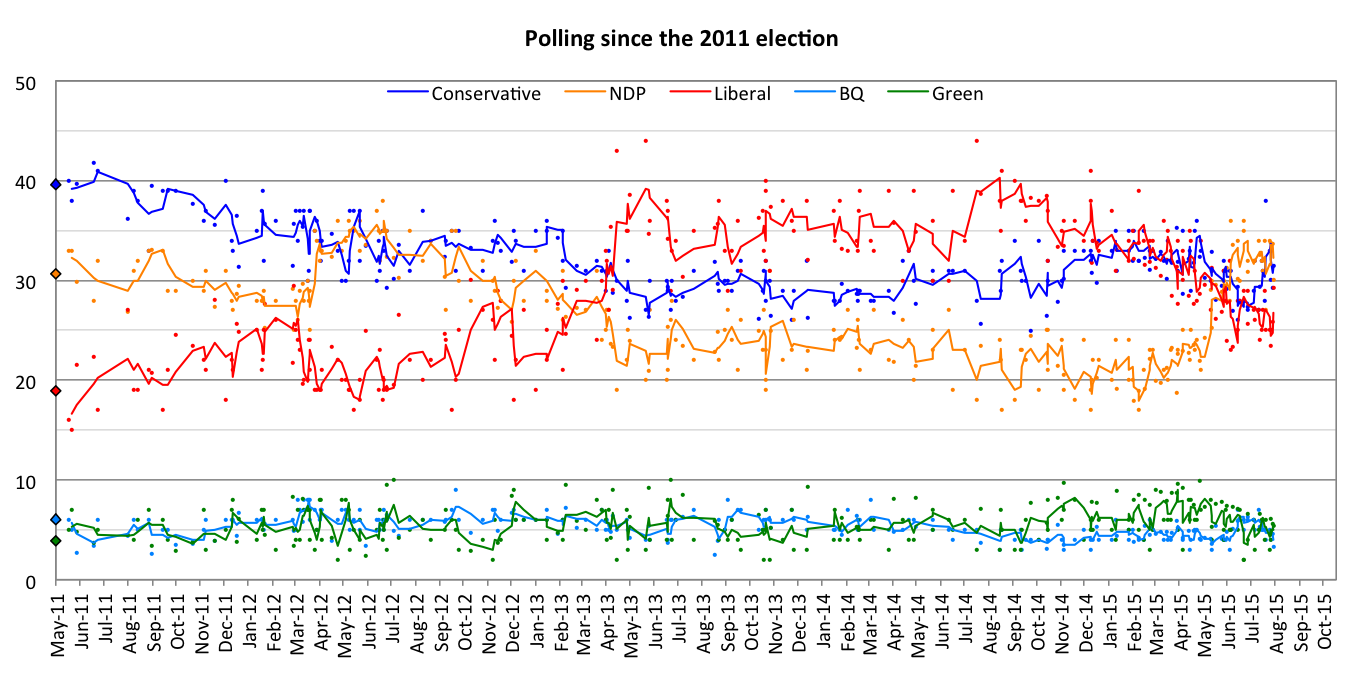
В Канадской политике в настоящее время доминируют три партии:, и.

- Индия имеет много региональных и левых партий, при этом их число постоянно растёт вследствие расколов.
- Шотландия имеет целый ряд больших конкурирующих политических партий.
- В Канаде даже сравнительно небольшие партии имеют постоянное представительство в парламенте. По крайней мере четыре, а иногда и пять политических партий были представлены в канадском парламенте в любое время, начиная с 1993 года.